# 수단의 경제
수단의 경제는 2002년 하반기까지 석유 생산 증가, 고유가, 외국인 직접투자 유입의 큰 폭에 힘입어 호황을 누리고 있다. 2006년과 2007년에 GDP 성장률은 연간 10% 이상을 기록했다. 1997년부터 현재까지 수단은 IMF와 함께 환율 변동 등 거시 경제 개혁을 시행하고 있다. 수단은 1999년 마지막 분기에 원유를 수출하기 시작했다.
농업 생산은 여전히 중요한데, 농업 생산은 노동력의 80%를 고용하고 GDP의 1/3을 기여하기 때문이다. 다르푸르 분쟁, 20년간의 남부 내전의 여파, 넓은 지역의 기본적인 기반시설 부족, 그리고 인구의 상당수가 농업에 의존하고 있어, 자본소득당 평균의 급격한 증가에도 불구하고 수 년 동안 빈곤선 또는 빈곤선 아래에 머물게 될 것이다. 2007년 1월, 정부는 최초 환율인 1.00달러와 2수단 파운드에 해당하는 새로운 화폐인 수단 파운드를 도입했다.

## 역사
수단의 현재 1인당 GDP는 1960년대에 46% 성장했으며 1970년대에 170%의 최고 성장률을 기록했다. 그러나 이것은 지속 가능하지 않은 것으로 판명되었고 결과적으로 1980년대에 34%로 축소되었다. 마침내 1990년대에 26%나 줄어들었다.
1970년대 초까지 수단의 농업 생산량은 대부분 내부 소비에 사용되었다. 1972년 수단 정부는 더욱 친서방적이 되었고 식량과 현금 작물을 수출할 계획을 세웠다. 그러나 1970년대 내내 원자재 가격이 하락하여 수단의 경제적 문제를 야기하였다. 동시에, 농업 기계화에 사용된 돈으로 인한 부채 관리 비용이 증가했다. 1978년 국제 통화 기금(IMF)은 정부와 구조조정 프로그램을 협상했다. 이는 기계화 수출농업 분야를 더욱 촉진시켰다. 이것은 수단의 목회자들에게 큰 경제적 문제를 일으켰다.
1970년대 후반과 1980년대 동안 IMF, 세계은행, 주요 기부국들은 비효율적인 경제 정책과 관행의 영향에 대응하기 위한 개혁을 촉진하기 위해 긴밀히 협력했다. 1984년까지 가뭄, 인플레이션, 이슬람 율법의 혼란스러운 적용, 기부금 지출 감소, 자본 도피 등의 요인이 복합적으로 작용하면서 심각한 외환위기와 수입입자 및 물품 부족이 증가하였다. 더 중요한 것은 1989년 혁명으로 인해 유럽, 미국, 캐나다의 많은 기부자들이 공식적인 개발원조를 중단했지만 인도원조는 중단하지 않았다는 점이다.
그러나 1993년 수단은 세계은행과 국제 통화 기금(IMF)의 최대 채무국이 되면서 1990년대 중반 국제금융기구와의 관계가 단절돼 아직 완전히 회복되지 못하고 있다. 정부는 IMF 대기 프로그램 준수에서 벗어나 환매 의무에 대한 상당한 연체금을 축적했다. 1988년 4개년 경제개혁안이 발표됐지만 추진되지 않았다.
1989년 경제개혁안이 발표되고 공공부문 적자 축소, 보조금 지급 종료, 공기업 민영화, 새로운 외국인 및 국내 투자 장려를 위한 3개년 경제 구조조정 프로그램을 시행하기 시작했다. 1993년 IMF는 수단의 투표권을 정지시켰고 세계은행은 유효하고 전액 지출된 대출과 신용에 따라 수단의 인출권을 정지시켰다. 총 10억 유로가 넘는 로메 펀드와 EU 농업 크레딧도 중단됐다.

## 부문

### 농업

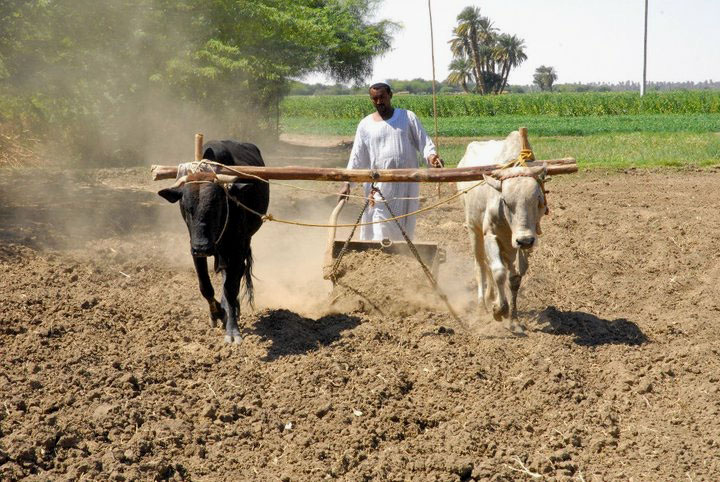
농업

주요 자원은 목화, 땅콩, 아라비아 껌, 참깨를 포함한 농업이다. 비록 수단은 현금 작물의 다양화를 시도하고 있지만, 목화와 땅콩은 여전히 주요 농산물 수출품이다. 곡물 수수(두라)는 주요 식량 작물로 밀은 국내 소비를 위해 재배된다. 참깨와 땅콩은 국내 소비와 수출을 위해 재배되고 있다.
수단에서는 목축, 작물 재배, 어류 생산의 세 가지 주요 농업 부문이 활동하고 있다. 가축 생산은 엄청난 잠재력을 가지고 있으며, 특히 소, 양, 낙타 등 많은 동물들이 사우디아라비아를 비롯한 아랍 국가로 수출되고 있다. 그러나 수단은 여전히 식량의 순수 수입국으로 남아있다. 투자 금융, 생산 및 교통의 문제는 보다 역동적인 농업 경제에 가장 큰 제약으로 남아 있다. 수십 년 동안 성장해 온 가장 큰 문제는 이전에 동물 방목용으로 사용되었던 개방된 땅이 기계화된 건조지와 관개 농장으로 계속 사라지는 것이다.
수단은 경작지가 8,400만 헥타르이고 경작지가 20% 미만이다. 수단 식량을 자급자족하기 위해 알자지라주의 알제라 계획과 같은 주요 농업 프로젝트가 진행 중이다. 수단은 세계의 잠재적인 빵 바구니 중 하나이고 수단은 아랍 세계 경작지의 45%를 차지하여 아랍 세계 음식 바구니라는 별명을 가지고 있다. 1998년 나일강과 다른 강둑을 따라 북부 지역에 약 1,690만 헥타르(4,180만 에이커)의 경작지와 약 190만 헥타르(470만 에이커)의 관개를 위해 남겨진 땅이 있었다.
이들 지역에서 관개 재배되는 현금작물은 목화와 면화씨(1999년 기준)로 연간 17만2000톤, 13만1천톤, 참깨(22만2000톤), 사탕수수(595만톤), 땅콩(98만톤), 대추(17만6000톤), 감귤과 마(13만6000톤), 토마토(240,000톤), 망고, 커피, 담배 등이다. 수단에서 생산되는 주요 생계 작물은 수수(304만5000톤), 기장(149만9000톤), 밀(16만8000톤), 소콩, 콩, 맥, 옥수수(6만5000톤), 보리 등이다. 면화는 주요 수출작물이며 국가 경제의 필수적인 부분이며 수단은 인도와 중국에 이어 세계에서 세 번째로 큰 참깨 생산국이다.

### 산업
수단의 급속한 산업 발전은 농업 가공, 전자 조립, 플라스틱 제조, 가구, 태닝, 설탕 생산, 육류 가공 및 하르툼의 10개 산업 지역에 위치한 다양한 경공업으로 구성되어 있다. 의약품과 의료 서비스를 위해 수단에 의존하는 많은 나라들 때문에, 수단은 현재 동아프리카에서 의료 산업의 허브가 되는 데 집중하고 있으며 의료 투자를 위한 시설과 양보를 제공하고, 수요의 70%를 충당하고 많은 이웃 국가들에 수출하는 데 성공하고 있다. 최근 알자지라주의 지아드 산업단지는 소형 자동차와 트럭의 조립과 장갑차, "바시르"와 "주베어" 등 일부 중무장비와 권총, 경기관총, 중기관총, 포병, 최근에는 드론 생산을 도입했다. 수단은 광물자원이 풍부하다는 평을 받고 있으며, 매년 30톤 가까이 생산되고 있는 금에 대한 탐사가 광범위하게 시작되었으며, 이 중 전 세계의 많은 투자회사들의 참여로 국가의 외환보유고에 큰 힘이 되고 있다. 석면, 크롬, 마이카, 카올린, 구리의 양이 상업적으로 이용되고 있으며, 특히 중국으로 수출하기 위해 이용되고 있다.

### 광업
광업은 1970년대 후반에 상업적으로 착취 가능한 양의 석유가 발견되기 전까지 GDP에 거의 기여하지 않았다. 실제 또는 잠재적 상업적 가치가 있는 비탄화수소 광물에는 금, 크롬, 구리, 철광석, 망간, 석면, 석면, 석고, 미카, 석회석, 대리석, 우라늄, 은, 납, 탈크, 텅스텐, 아연 및 다이아몬드가 포함된다.

## 사회 기반 시설

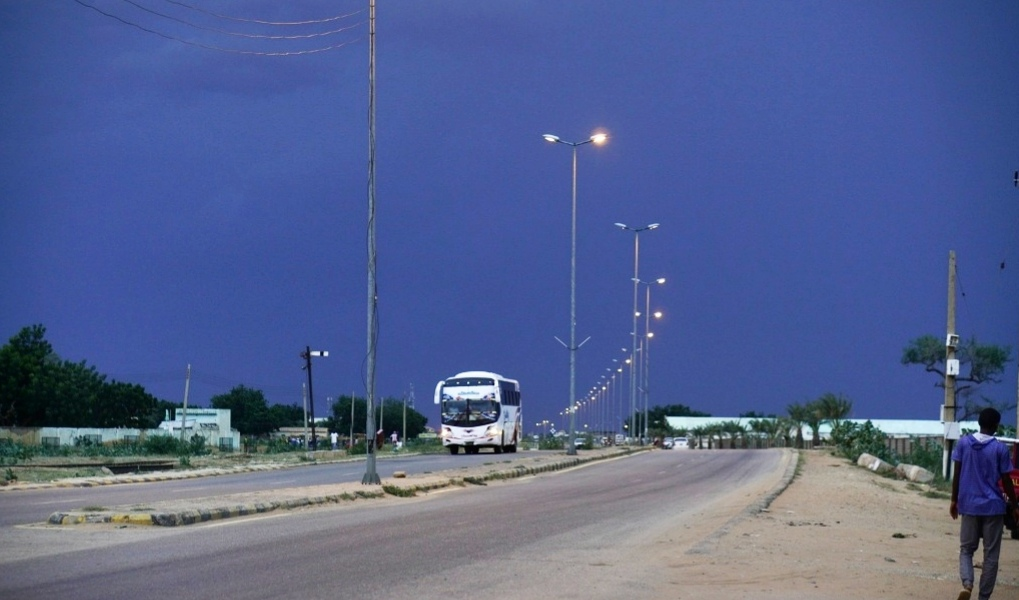
엘오베이드의 고속도로

### 운송

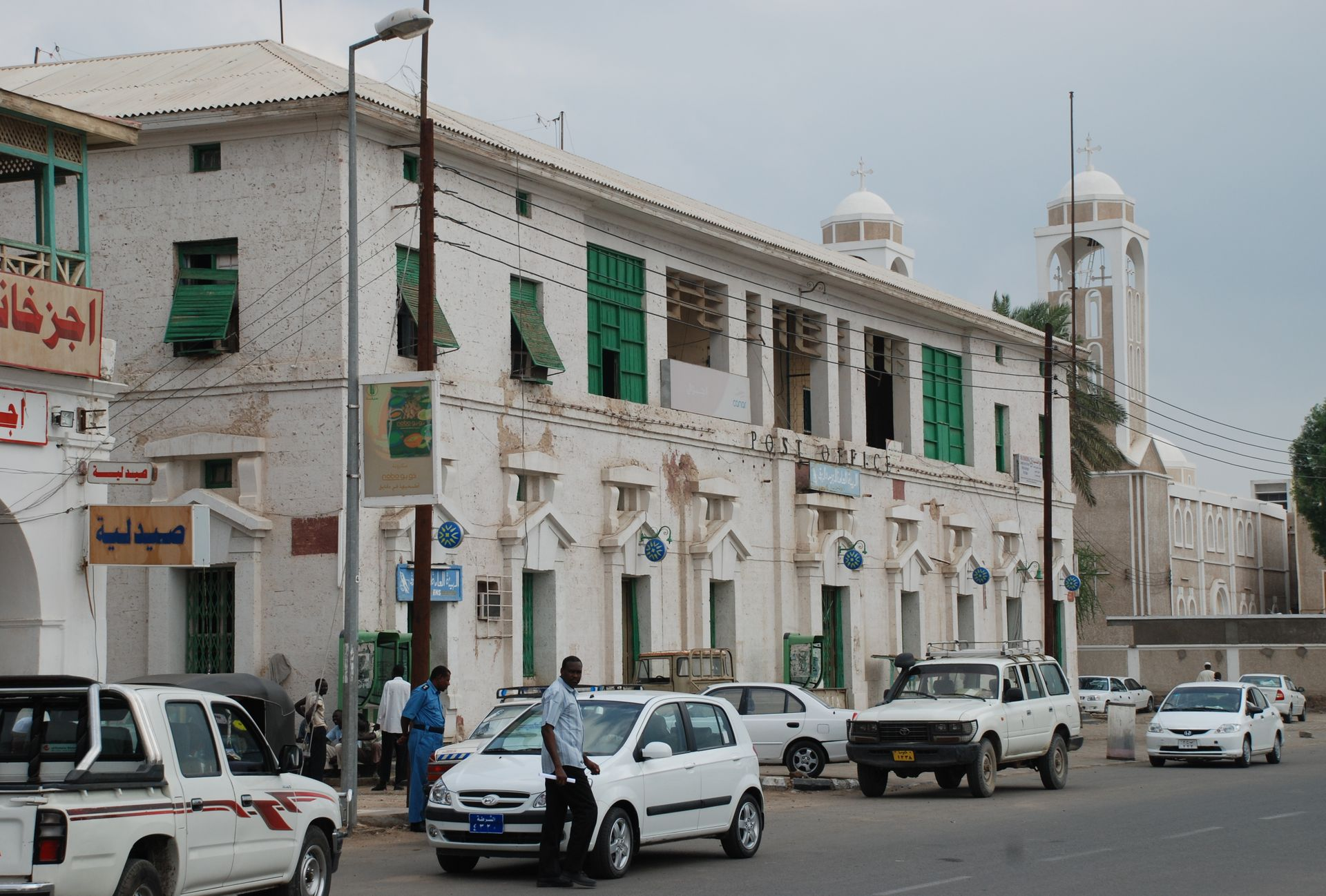
포트수단에 있는 우체국

수단에는 4725km의 협궤 단선 철도가 있으며, 수단 북부와 중부 지역을 운행하고 있다. 본선은 이집트 국경의 와디할파에서 하르툼까지, 남서쪽은 센나르와 코스티를 거쳐 엘오베이드까지 연결되며, 남다르푸르주의 니알라와 바르알가잘 지방의 와우까지 연장된다.
다른 노선들은 앗바라, 센나르와 포트수단, 센나르와 아드다마진을 연결한다. 1400km의 선이 알자지라주 목화 재배 지역에 통한다. 수십 년에 걸친 방치와 효율성 저하를 되돌리기 위해 철도 운송을 업그레이드하려는 노력이 현재 진행 중이다. 장마철에는 일부 노선의 운행이 중단될 수 있다.

### 에너지
2010년 주요 에너지원은 나무와 목탄, 수력 발전, 석유였다.
수단은 약 300MW의 발전 설비를 확충하려 하고 있으며, 이 중 180MW는 수력 발전이고 나머지는 열 발전이다. 미국의 지속적인 경제, 무역, 금융제재 체제를 고려할 때 유럽 투자자들은 이러한 목적을 위한 기술 제공자들일 가능성이 가장 높다.
수단 수력 발전의 70% 이상이 청나일강 유역의 로즈아이레스 댐에서 나온다. 수력 발전, 화력 발전 등 에너지원을 확충하기 위한 다양한 사업이 제안되고 있지만 지금까지 정부는 충분한 재원을 마련하는 데 어려움을 겪어왔다. 메로웨에 새로 건설되고 있는 댐은 2008년에 개통되어 125 MW의 전력을 생산하고 있다.

## 무역, 제재 및 해외 원조
1997년 11월 3일, 미국 연방 정부는 행정명령 13067에 따라 수단 정부에 대한 무역 금수와 총 자산 동결을 부과했다. 미국은 수단 정부가 국제 테러를 지원하고 주변 정부를 불안하게 하며 인권 침해를 허용한다고 믿었다. 금수 조치의 결과는 미국 기업들이 수단 석유 산업에 투자할 수 없기 때문에 중국, 말레이시아, 인도 기업들이 주요 투자국이다.
역사적으로 미국, 영국, 네덜란드, 이탈리아, 독일, 사우디아라비아, 쿠웨이트 및 기타 석유 수출국 기구(OPEC) 국가들은 전통적으로 수단의 경제적 원조를 대부분 제공해 왔다. 아랍과 아프리카 국가 간의 경제적 연결고리로서의 수단의 역할은 아프리카 발전을 위한 아랍 은행의 하르툼에 존재한다는 점에서 반영된다. 세계은행은 개발차관의 가장 큰 원천이었다.